# Térdfájás
A térdfájás olyan tünet, amely térdben lévő, vagy térd környéki fájdalmban nyilvánul meg, számtalan előidéző oka lehet. A térd egy bonyolultabb ízület, amelyet három csont alkot: a combcsont, sípcsont és a térdkalács. A térdfájás a fájdalom mellett egyéb gondot is okozhat, például beszűkült mozgástartományt.

## A térdfájás lehetséges okai
- Porckopás: a térdfájás hátterében leggyakrabban ez a betegség áll. A különböző okok (mechanikai sérülés, korral járó természetes kopás) miatt leváló apró porcdarabkák begyulladnak, és fájdalmat okoznak.

- Reumatoid artritisz: egy autoimmun betegség, ami során az immunrendszer a szervezet saját alkotóelemeit érzékeli idegennek, és elpusztításukra törekszik. Ez gyulladást okoz az ízületben, amelyet porc degeneráció és térdfájás követ.

- Íngyulladás: térdfájást okozhat a combizmokat a térdhez rögzítő inak gyulladása.

- Nyálkatömlő gyulladás, avagy bursitis: a nyálkatömlők a csontok és inak csonton való zökkenőmentes elmozdulását segítik. Kisebb-nagyobb traumák hatására begyulladhatnak komoly fájdalmat okozva.

- Álköszvény: általában idősebb korban jelentkezik, álköszvény esetén kalcium-kristályok rakódnak le az ízületben, amely hirtelen erős térdfájással járhat. A valódi köszvénytől az választja el, hogy a köszvény esetén húgysavkristályok lerakódása okozza a gondot.

- Sport közben a térdet érintő sérülések

## A térdfájás kezelése, megelőzése
A fájdalmat gyakran a gyulladás okozza, ezért nem-szteroid gyulladáscsökkentő gyógyszerekkel csillapítani lehet a fájdalmat és a gyulladást. A túlsúly jelentős rizikófaktor a térdfájás kialakulásában, ugyanis már 5 kg súlyfelesleg is több, mint 50% eséllyel növeli a térdízületi problémák kialakulásának valószínűségét, ezért nagyon fontos egészséges étkezéssel, sok folyadékkal és megfelelő mozgással visszaállítani az optimális testsúlyt. A térdfájás megelőzésére és a már kialakult porcot érintő problémák kezelésére alkalmazhatók kondroitint és glükózamint tartalmazó, porcerősítéssel kapcsolatba hozott készítmények, bár ezeknek a hatásossága egyelőre nem bizonyított. Erős és nem szűnő térdfájás esetén érdemes kikérni ortopéd szakorvos véleményét.